# Михалик, Энико
Энико Михалик (венг. Mihalik Enikő; род. 11 мая 1987 года в Бекешчабе) — венгерская фотомодель. В 2009 и 2014 годах участвовала в показах нижнего белья Victoria’s Secret. Снималась для обложек журналов Allure, Elle, Harper's Bazaar, i-D, Marie Claire, V, Vogue.
В школьные годы Михалик подвергалась насмешкам одноклассников из-за своей худобы. В модельный бизнес попала случайно, когда её в 15 лет заметил в торговом центре сотрудник модельного агентства и пригласил на пробы. В 2002 году она выиграла национальный модельный конкурс. Затем последовал международный конкурс в Тунисе, на котором Михалик заняла 4-е место. В мир высокой моды она пришла в 2006 году, работала на показах ведущих модельеров и представляла известные бренды. Среди тех, с кем она сотрудничала, можно выделить Chanel, Christian Dior, Dolce & Gabbana, Gucci, Hugo Boss, Yves Saint Laurent.
Михалик участвовала в съёмках для календаря Pirelli на 2010 год, которые проводил Терри Ричардсон в Баие.